# Scheldeprijs 2020
L'Scheldeprijs 2020 va ser la 108a edició de l'Scheldeprijs. Es disputà el 14 d'octubre de 2020 sobre un recorregut de 170 km amb sortida i arribada a Schoten. La cursa formà part de l'UCI ProSeries 2020 amb una categoria 1.Pro.
El vencedor final fou l'australià Caleb Ewan (Lotto-Soudal), que s'imposà a l'esprint a l'italià Niccolò Bonifazio (Direct Énergie) i al francès Bryan Coquard (B&B Hotels-Vital Concept p/b KTM).

## Equips
L'organització convidà a 25 equips a prendre part en aquesta edició del Grote Scheldeprijs.
| WorldTeams (15)- Deceuninck-Quick Step - Lotto Soudal - Bahrain McLaren - Bora-Hansgrohe - Astana - CCC Team - Cofidis - Groupama-FDJ - Israel Start-Up Nation - Mitchelton-Scott - NTT Pro Cycling - Ineos Grenadiers - Team Sunweb - Trek-Segafredo - UAE Team Emirates ProTeams (9)- Alpecin-Fenix - B&B Hotels-Vital Concept p/b KTM - Bingoal-Wallonie Bruxelles - Circus-Wanty Gobert - Nippo Delko One Provence - Riwal Securitas - Sport Vlaanderen-Baloise - Arkéa-Samsic - Total Direct Énergie Equip continental- Tarteletto-Isorex |
| |

## Classificació final
| \| Classificació general \| Classificació general \| Classificació general \| Classificació general \| Classificació general \| \| Corredor \| Corredor \| Equip \| Temps \| \| \| --------------------- \| --------------------- \| -------------------------------- \| --------------------- \| --------------------- \| \| 1r \| Caleb Ewan \| Lotto-Soudal \| 3h 34' 38" \| \| \| 2n \| Niccolò Bonifazio \| Total Direct Énergie \| + 0" \| \| \| 3r \| Bryan Coquard \| B&B Hotels-Vital Concept p/b KTM \| + 0" \| \| \| 4t \| Tim Merlier \| Alpecin-Fenix \| + 0" \| \| \| 5è \| Jasper Philipsen \| UAE Team Emirates \| + 0" \| \| \| 6è \| Amaury Capiot \| Sport Vlaanderen-Baloise \| + 0" \| \| \| 7è \| Arvid de Kleijn \| Riwal Securitas \| + 0" \| \| \| 8è \| Sam Bennett \| Deceuninck-Quick Step \| + 0" \| \| \| 9è \| Itamar Einhorn \| Israel Start-Up Nation \| + 0" \| \| \| 10è \| Romain Cardis \| Total Direct Énergie \| + 0" \| \| |                   |                                  |            |
| |                   |                                  |            |
| Font: ProCyclingStats |                   |                                  |            |
| Classificació general |                   |                                  |            |
| Corredor | Corredor          | Equip                            | Temps      |
| 1r | Caleb Ewan        | Lotto-Soudal                     | 3h 34' 38" |
| 2n | Niccolò Bonifazio | Total Direct Énergie             | + 0"       |
| 3r | Bryan Coquard     | B&B Hotels-Vital Concept p/b KTM | + 0"       |
| 4t | Tim Merlier       | Alpecin-Fenix                    | + 0"       |
| 5è | Jasper Philipsen  | UAE Team Emirates                | + 0"       |
| 6è | Amaury Capiot     | Sport Vlaanderen-Baloise         | + 0"       |
| 7è | Arvid de Kleijn   | Riwal Securitas                  | + 0"       |
| 8è | Sam Bennett       | Deceuninck-Quick Step            | + 0"       |
| 9è | Itamar Einhorn    | Israel Start-Up Nation           | + 0"       |
| 10è | Romain Cardis     | Total Direct Énergie             | + 0"       |